# Bratoljub Klaić
Bratoljub Klaić (rođen kao Adolf Klotz; Bizovac, 27. jul 1909 —  Zagreb,1983) bio je hrvatski lingvista, leksikograf i prevodilac. 
Radio je u Hrvatskom državnom uredu za jezik, osnovanom 28. aprila 1942. uz saradnju članova Hrvatskog državnog ureda za jezik, Bratoljub Klaić je sastavio Korienski pravopis. Njegovo kapitalno leksikografsko delo predstavlja Rječnik stranih riječi koji je od 1951. godine izašao u više izdanja. Rečnik je prema njegovim rečima napisan pod geslom: „Zabacimo svaku stranu riječ za koju imamo svoj izraz, ali ne budimo sebični ako nam neka strana riječ naš jezik obogaćuje ili bolje pogađa smisao onog što želimo reći“.
Bio je muž Olge Luković Pjanović.

## Djela
- Bronislaw Grabowski i Hrvati: prilog poznavanju poljsko-hrvatskih kulturnih i književnih veza u prošlosti, Ivan Rast, Zagreb, 1940.
- Koriensko pisanje, Zagreb, 1942.
- Hrvatski pravopis, (koautor Franjo Cipra), Zagreb, 1944.
- Rječnik stranih riječi, izraza i kratica, Zagreb, 1951.
- Između jezikoslovlja i nauke o književnosti, Zagreb, 1972.
- Bizovačko narječje, Matica hrvatska, Ogranak Bizovac, Bizovac, 2007.
- Pripovijetke, Matica hrvatska, Ogranak Bizovac, Bizovac, 2009.
- Prosvjetitelji, Matica hrvatska, Ogranak Bizovac, Bizovac, 2011.
- Naglasni sustav standardnoga hrvatskog jezika, Nova knjiga Rast, Zagreb, 2013, (izvorni rukopis uredio Božidar Smiljanić)[4]